# Type 33 SNCB
Le Type 33 des Chemins de fer de l'État belge puis de la Société nationale des chemins de fer belges est une série de locomotives à vapeur pour trains de voyageurs et de marchandises de disposition Consolidation (disposition d'essieux 140) à quatre cylindres compound. Commandées en 1914 et livrées en 1921, ces huit locomotives ne seront pas produites en série, l’État belge préférant réaliser une version simplifiée (le type 37, futurs types 30 et 31 de la SNCB). Les locomotives type 33 sont radiées en 1949.

## Histoire

### Genèse
Au début des années 1910, le modèle le plus répandu des Chemins de fer de l’État belge est le type 32 et leur version à surchauffe du type 32S. Dépassant à eux-deux les 800 exemplaires, ces locomotives de disposition 030 sont capables de remorquer à la fois des trains de voyageurs omnibus et des trains de marchandises. Sur les lignes à profil facile, une seule type 32 à surchauffe suffit à tracter un train de fret dont la longueur correspond à celle des voies de garage ordinaires. Sur les lignes secondaires dont l'infrastructure est trop légère pour le poids de ces nouvelles locomotives, des locomotives 030 des types 25, 28, 29 voire les 030T et 040T des type 51 et 23 tractent les trains de marchandises.
Sur la ligne du Luxembourg, qui comporte plusieurs fortes rampes et doit faire face à un trafic intensif en progression constante, l'emploi de locomotives type 32 en double traction remorquant des trains au tonnage réduit se montre inefficace mais la direction des chemins de fer est initialement réticente à commander des locomotives pour marchandises de forte puissance réservées au seul trafic des marchandises. Après avoir considéré s'inspirer des Chemins de fer du Nord, dont des locomotives de disposition 230 tractent alors des trains de charbon lourds ou des express rapides, et s'être intéressés aux performances des 031+130T Du Bousquet de cette même compagnie française, ils conviennent de mettre au point un modèle entièrement nouveau à cinq essieux moteurs et d'augmenter le tonnage des trains de marchandises. Partageant nombre d'éléments avec les nouvelles locomotives pour voyageurs du type 10, dont leur chaudière à surchauffeur et leur disposition à simple expansion et quatre cylindres, les locomotives du type 36 entrent en service à partir de 1910 et font preuves de performances exceptionnelles pour l'époque, supérieures à celles d'un couplage de deux type 32S. Des difficultés opérationnelles notamment la longueur des voies de garage limitent toutefois la longueur maximale des trains de marchandises de sorte qu'il faudra attendre l'entre-deux-guerres pour voir des trains de plus de 1 700 t sur la ligne du Luxembourg et l'Athus-Meuse tractés par une paire de type 36.

### Mise au point
En janvier 1914, alors que près d'une centaine de type 36 sont en service, principalement sur la ligne du Luxembourg, le manque de versatilité de ces locomotives qui n'utilisent pleinement leur puissance qu'avec les trains les plus lourds sur les montées est à nouveau pointé du doigt par la direction, toujours favorable à l'emploi de locomotives mixtes. Observant que les trains de la ligne du Luxembourg assurés avec une locomotive type 36 en tête et une type 32 en pousse pourraient aussi bien être assurés par deux locomotives de puissance intermédiaire, Mr Degraux, administrateur du service de la traction et du matériel, a fait étudier un nouveau modèle de locomotive compound à quatre essieux moteurs et bissel avant qui pourra également être utilisé sur les lignes à faible rampe. Elles emploient un surchauffeur entre les tubes dit surchauffeur belge ou surchauffeur Flamme du nom de leur concepteur qui s'est inspiré du surchauffeur Schmidt.
La majorité des locomotives en service à l’État belge repose jusqu'ici sur la technique de la simple expansion. En 1905-1907 ont été réalisées les locomotives compound pour voyageurs des types 6 et 8, d'inspiration française. Les économies d'eau et de combustible apportées par la technologie du compoundage étaient pondérées par leur complexité technique et leurs coûts d'entretien ce qui a poussé à favoriser la construction de locomotives à simple expansion améliorées par l'emploi d'un surchauffeur améliorant la puissance et le rendement. Le nouveau modèle pour marchandises combine les avantages du compoundage et de la surchauffe, une configuration déjà essayée avec succès en France notamment sur les 140 de la série 4.201 laquelle pourrait avoir servi de source d'inspiration au nouveau modèle belge[réf. nécessaire]. La disposition du Bousquet comprend deux cylindres haute pression (HP) actionnant le troisième essieu moteur et deux cylindres basse pression (BP) disposés légèrement en avant qui attaquent le deuxième essieu moteur.
Le tender correspond au type 18 avec une contenance en eau de 24 m3 et a déjà été utilisé avec les locomotives des types 10 et 36.

### Commande
Une adjudication pour quatre locomotives est passée le 8 juillet 1914 en même temps que huit machines dérivées du type 8 mais également dotées d'un surchauffeur, préfigurant le type 8bis. Les Ateliers métallurgiques de Tubize font une offre approuvée le 27 juillet. La survenue de la Première Guerre mondiale et la mise sous séquestre des constructeurs belges dont les usines sont pillées par l'occupant allemand reporte le projet à des jours meilleurs.
La commande, portée à huit locomotives sans leurs tenders, est finalement passée le 22 décembre 1919 par l’État auprès des Ateliers métallurgiques au prix de 424 203,29 francs. Les tenders sont fabriqués par les Forges Usines et Fonderies Haine-Saint-Pierre pour 59 900 francs. Numérotées 3993 à 4000, elles sont livrées entre décembre 1922 et avril 1923.
En parallèle de la construction des locomotives du type 33, différents constructeurs belges réalisent les 75 locomotives du type 8 bis ainsi que 17 locomotives supplémentaires du type 36 pour compenser celles perdues ou vendues lors du conflit.

### Évolutions
Le Gouvernement belge en exil préparait la reconstruction du pays et de son réseau ferroviaire et les ingénieurs des chemins de fer exilés au Havre critiquaient la politique en matière de locomotives menée avant-guerre. Étant donné que l'industrie nationale ne serait pas en état de redémarrer rapidement la production des locomotives, décision est prise de commander 350 locomotives à l'étranger.
L'ensemble de ces locomotives est de disposition consolidation avec un surchauffeur et doit à la fois tracter des trains de marchandises lourds et des trains de voyageurs. Au lieu de quatre cylindres compound, elles reviennent à la technologie éprouvée de deux cylindres simple expansion. A contrario de la pratique existante en Belgique, ils sont placés à l'extérieur tout comme la distribution.
Les 150 locomotives du type 38 réalisées par l'American Locomotive Company (ALCO) et Baldwin Locomotive Works en 1920 sont de construction typiquement américaine. Pour la mise au point des 200 locomotives du type 37 dont l'assemblage est confié à l'industrie britannique (Armstrong Whitworth), les ingénieurs belges adaptent les plans du type 33 en développant un nouveau mécanisme pour les cylindres, en changeant le surchauffeur ainsi que la surface du foyer Belpaire. En résulte une locomotive dont l'aspect général est très semblable à celui du type 33 ; les dimensions de la chaudière, la position des roues motrices, l'abri et le tender sont exactement les mêmes.
L'achat de ces locomotives neuves occupant le même créneau que celui du type 33 ainsi que l'arrivée de très nombreuses locomotives cédées par l'Allemagne au titre des réparations de guerre ou rachetées comme surplus au Railway Operating Division britannique ferment la porte à la commande de type 33 supplémentaires.

### Carrière et services effectués
Affectées au dépôt de Bruxelles-Nord puis de Ronet en 1925 et notamment utilisées sur des trains de voyageurs sur la ligne du Luxembourg, ces locomotives rencontrent des difficultés opérationnelles notamment dues au fonctionnement délicat des cylindres basse pression à tiroir plan compensé qui actionnent la distribution intérieure. Peu appréciées des équipes de conduite, les type 33 sont mutées au dépôt de Bruxelles-Midi en 1942 et affectées à des services plus faciles.
En 1931, la SNCB créée cinq ans auparavant les renuméroté 3300 à 3307.
Les difficultés notoires des locomotives de la série sont mises à profit par les cheminots pour tenter d'empêcher la déportation de 1 500 prisonniers que les nazis détenus à la prison de Saint-Gilles le 3 septembre 1944 alors que les alliés s'approchent de Bruxelles. Après qu'une première locomotive du type 1 ait opportunément été rendue inapte au service, la 3302 incapable de circuler à grande vitesse est proposée pour ce service et finalement sabotée pour de bon pendant sa préparation et c'est finalement la Type 12 no 1202 qui est choisie pour la tâche. Par leur résistance passive et des erreurs délibérées, les cheminots et signaleurs parviendront à ce que le convoi soit finalement ramené à Bruxelles après avoir roulé suffisamment lentement pour faciliter les évasions. Le lendemain midi, les Allemands renoncent à leur projet funeste en l'échange de la possibilité d'être évacués par un autre train et la ville est formellement libérée le soir même,.
Bien que de fonctionnement moins complexe, les type 37 sont victimes de défauts encore plus sérieux (pertes de pression, vibration, stabilité) qui leur interdissent de dépasser les 55 km/h et limitent leur puissance à tel point que ces locomotives récentes sont progressivement parquées hors-service durant les années 1930. Une campagne de reconstruction, entamée en 1936 et continuée pendant et juste après la Seconde Guerre donne naissance aux 172 locomotives très réussies du type 31 lesquelles, en conservant le système à simple expansion, réalisent enfin les performances et le type de services prévu en 1914 pour les Consolidation du type 33, surpassant même les type 38 très réussies.
En 1946, la SNCB adopte la numérotation à cinq chiffres. Les type 33 sont renumérotées 33.001 à 008 mais plusieurs ne porteront pas ces nouveaux matricules.
La livraison en 1945-1946 des 300 locomotives du type 29, elles-aussi de disposition consolidation, construites au Canada et aux États-Unis, permet de mettre au rebut les type 33. Les 3302 et 3305 qui avaient été envoyées pour être réparées à l'Atelier central de Salzinnes sont parquées et ne rouleront plus jamais.
En 1946-1947, les type 33 encore en état de marche sont utilisées pour la traction des trains de travaux pour l'électrification des lignes 27, 26 et 124 (Anvers - Bruxelles - Charleroi). Sur ces services peu exigeants en termes de vitesse et de puissance, les cylindres intérieurs sont neutralisées, les locomotives roulant « sur deux pattes ». En 1948, seule la 33.008 roule encore et l'ensemble des huit locomotives est rayée des inventaires en avril 1949.
Aucune des locomotives de cette série n'a été préservée.